# Індекс підрядків
Індекс підрядків — структура даних, що дозволяє здійснювати пошук підрядка в тексті або наборі текстів за сублінійний час. Це означає, що маючи документ {\displaystyle S} довжини {\displaystyle n} або набір документів {\displaystyle D=\{S^{1},S^{2},\dots ,S^{d}\}} загальної довжини {\displaystyle n}, ви можете знайти всі входження зразка {\displaystyle P} за {\displaystyle o(n)} (Див. O-нотація). Словосполучення повнотекстовий індекс також іноді використовується для позначення індексу всіх підрядків тексту, але є неоднозначним, так як також використовується для позначення звичайних індексів слів, наприклад, інвертованого індексу.
Деякі індекси підрядків:
- Суфіксний автомат
- Суфіксне дерево
- Суфіксний масив
- Індекс N-грам
- FM-індекс[en]